# 楊端
楊端（？—？）是第一任播州土司，其活躍年代位於唐朝末年。根據宋濂《楊氏家傳》的說法，楊端的祖先是太原人，後來出仕於會稽，成為該郡的旺族，之後寓家京兆。
唐朝末年，南詔攻陷播州，唐僖宗於乾符三年（876年）下詔募集驍勇之兵前往討伐，楊端自願前往。行至蜀地時，南詔諜報得知，領兵撤退。於是楊端自瀘州（治今瀘州市）、敘州（治今宜賓市）入據白錦寨（位於今遵義城南十公里處），聯合當地土豪臾氏、蒋氏、黃氏，準備長期駐守此地。南詔入侵，楊端出奇兵大敗之，於是南詔納款結盟而退。朱溫篡唐，楊端十分憤怒，得病而卒。其子楊牧南（楊曄）嗣位。其子孫世代以播州為家。至宋朝時，朝廷追贈他太師的官職。
不過，由於宋代官修史料聲稱楊氏是「播州夷人」，近代學者認為楊端來自太原是後世捏造，楊端實為瀘、敘二州的羅族（彝族）酋長。